# Ranton
Ranton ist eine französische Gemeinde mit 204 Einwohnern (Stand: 1. Januar 2022) im Département Vienne in der Region Nouvelle-Aquitaine (vor 2016 Poitou-Charentes); sie gehört zum Arrondissement Châtellerault und zum Kanton Loudun (bis 2015 Les Trois-Moutiers).

## Geographie
Ranton liegt etwa 53 Kilometer nordnordwestlich von Poitiers am Canal de la Dive. Nachbargemeinden von Ranton sind Curçay-sur-Dive im Norden und Westen, Glénouze im Osten und Nordosten, Saint-Laon im Südosten sowie Pas-de-Jeu im Süden.

## Bevölkerungsentwicklung
| Jahr                      | 1962 | 1968 | 1975 | 1982 | 1990 | 1999 | 2006 | 2013 |
| Einwohner                 | 253  | 227  | 219  | 174  | 195  | 202  | 193  | 184  |
| Quelle: Cassini und INSEE |      |      |      |      |      |      |      |      |

## Sehenswürdigkeiten
- Kirche Saint-Martin
- Kirche Saint-Léonard
- Burg bzw. Schloss aus dem 14. Jahrhundert

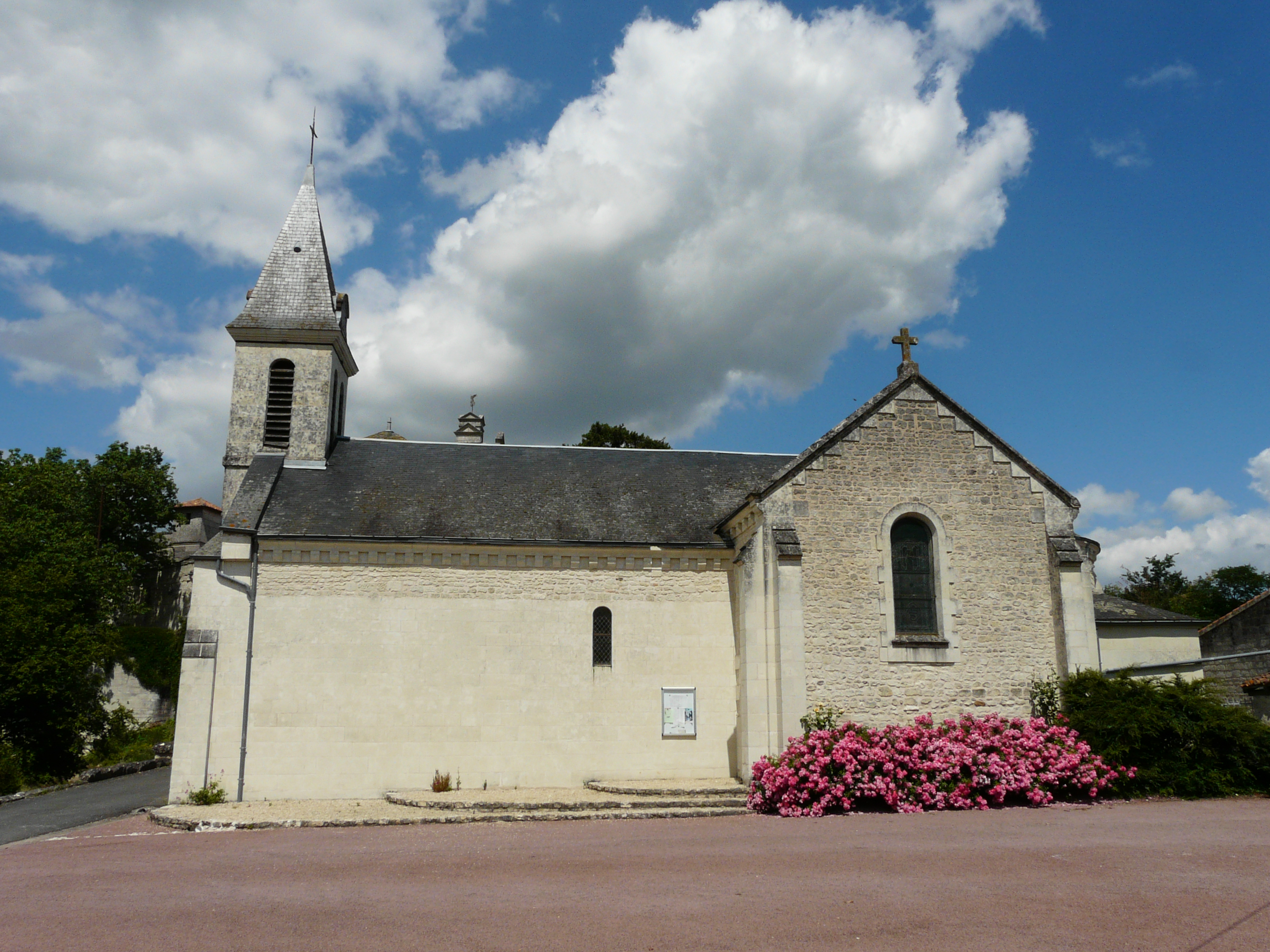
Kirche Saint-Léonard
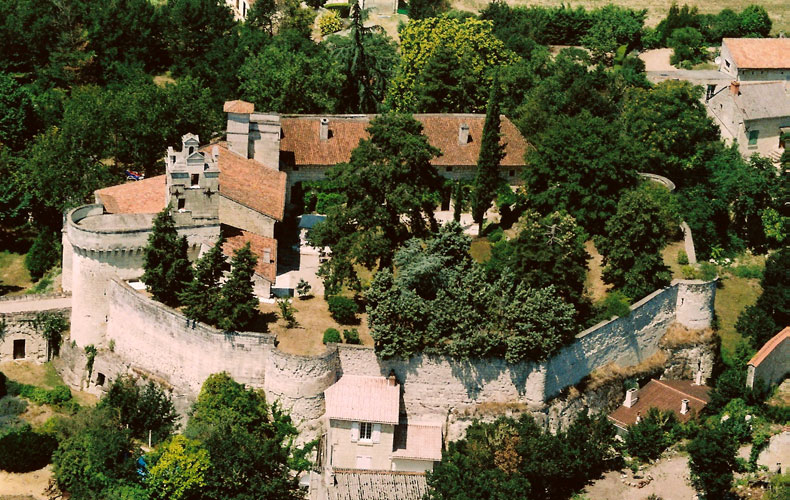
Burg-/Schlossanlage